# Kabul–Darulaman Tramway
| Kabul–Darulaman Tramway              | Kabul–Darulaman Tramway |
| ------------------------------------ | ----------------------- |
| Personenzug vor dem Darulaman-Palast |                         |
| Streckenverlauf                      |                         |
| Streckenlänge:                       | 8 km                    |
| Spurweite:                           | 762 mm (Schmalspur)     |
|                                      |                         |

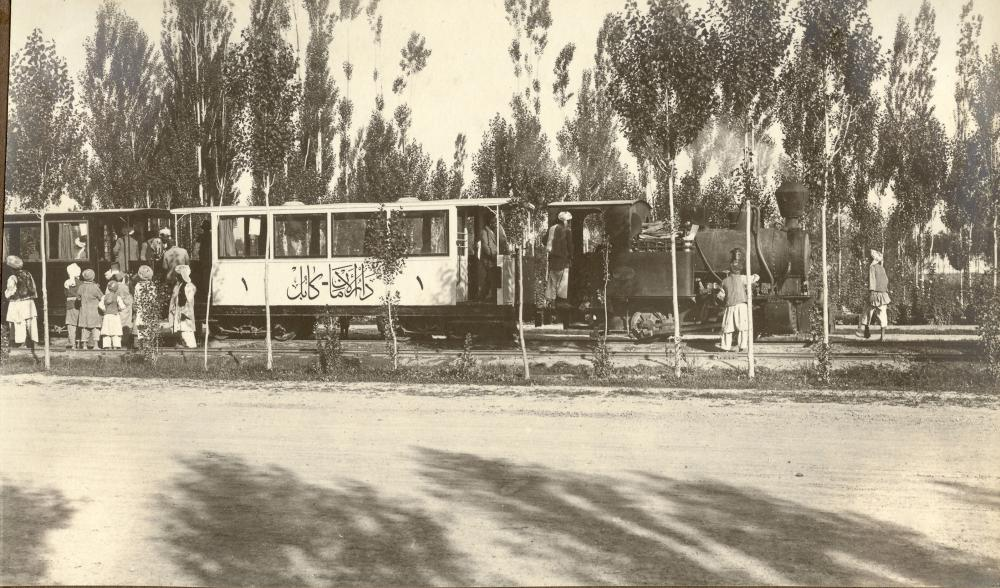
Die Eisenbahn auf ihrer ersten offiziellen Fahrt (ohne irgendwelche Regierungsvertretung)

Die Kabul–Darulaman Tramway war eine Schmalspurbahn mit einer Spurweite von 762 Millimetern (2 Fuß 6 Zoll) von Kabul nach Darulaman in Afghanistan. Sie wurde 1923 unter König Amanullah Khan erbaut.

## Historische Berichte
Die Dezemberausgabe 1922 des Magazins The Locomotive erwähnt: „Afghanistan-Reisende berichten, dass eine Eisenbahn über eine Distanz von sechs Meilen von Kabul in das Gebiet der neuen Stadt Darulaman verlegt wird und außerdem dass einige der Schienenfahrzeuge dafür in Kabuler Werkstätten hergestellt werden.“ In der Augustausgabe 1928 des Magazins heißt es: „Die einzige Eisenbahn, die es bisher in Afghanistan gibt, ist fünf Meilen lang von Kabul nach Darulaman.“
Bei einem schwereren Unfall im Juni 1928 kippte eine Lokomotive um, wobei ein Mann getötet und zwei weitere verletzt wurden. Der Lokomotivführer, ein Afghane aus Peschawar, blieb unverletzt.

## Oberbau

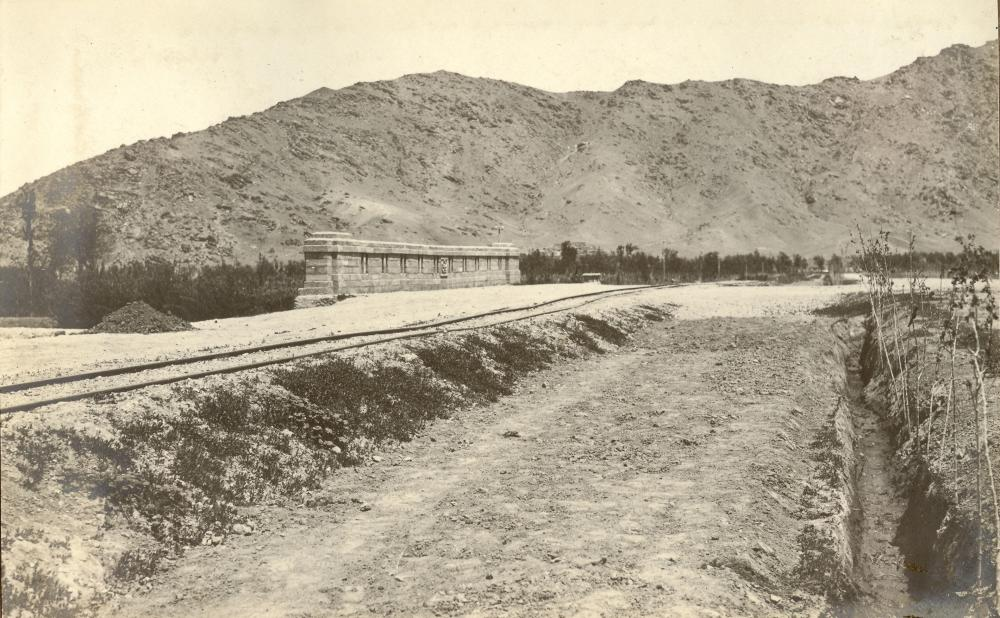
Das Eisenbahngleis wurde bereits während der ersten Regentage unterspült

Bereits kurz nach Inbetriebnahme der Eisenbahn traten die ersten Unterspülungen nach starken Regenfällen auf. Es zeigte sich schnell, dass beim Erstellen des Gleisbetts der Entwässerung nicht genügend Aufmerksamkeit geschenkt worden war.

## Schienenfahrzeuge

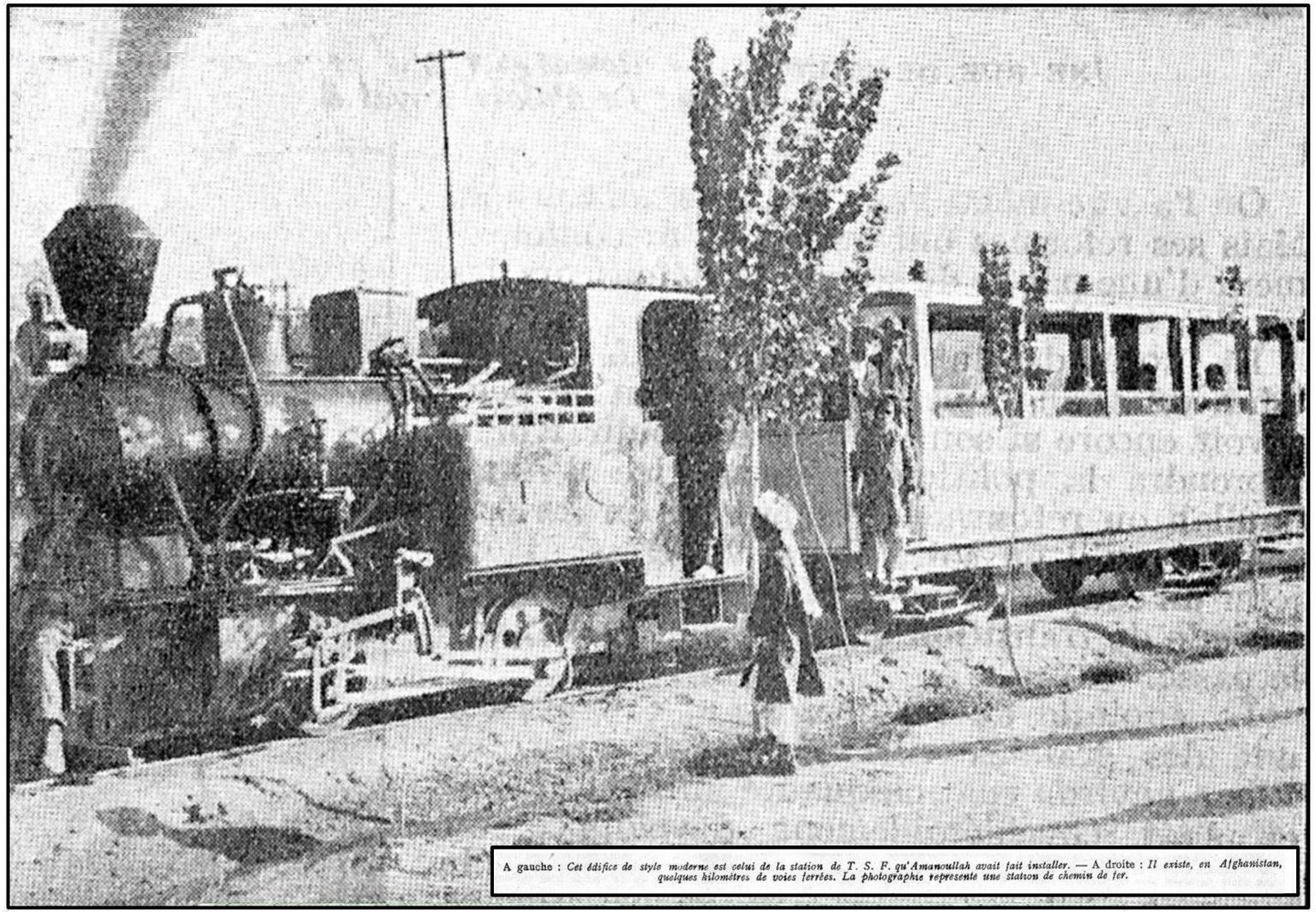
Henschel-Lokomotive mit nachgerüsteter Frontlaterne, 1930

Es gab drei kleine von Henschel aus Kassel gelieferte 0-4-0T-Dampflokomotiven mit den Seriennummern 19680, 19681 und 19691 von 1923. Die nach Bombay verschifften Lokomotiven wurden von Elefanten über enge Passstraßen durch den Hindukusch geschleppt.
Spätestens im Frühjahr 1930 waren die Lokomotiven mit Frontlaternen nachgerüstet worden, die entweder nicht zum ursprünglichen Lieferumfang gehört hatten, oder die anfangs noch nicht angebracht wurden.
Die Wagenkästen der Personenwagen wurden wohl lokal auf aus Deutschland importierten Rahmen aufgebaut.

## Stilllegung
Nach der Stilllegung der Tramway wurden die Gleise in den 1940er Jahren abgebaut, aber die Lokomotiven sind noch im Nationalmuseum Kabul erhalten. Bis 2003 waren die drei Dampflokomotiven im Freien vor dem Nationalmuseum gegenüber vom Darulaman-Palast aufgestellt und durch die Witterung stark verrostet. In der Nachkriegszeit wurden die Lokomotiven im April 2006 von Bundeswehrtruppen der ISAF auf Transporter verladen und unter eine Überdachung gebracht, um sie vor den Witterungseinflüssen zu schützen.